# Pietro (vescovo di Asti)
Pietro (X secolo – XI secolo) è stato un vescovo cattolico longobardo, vescovo di Asti dal 992 al 1008.

## Biografia
Alcuni documenti di Ottone III (19 luglio 992) e di papa Silvestro II (terzo quarto dell'anno Mille), attestano la presenza in questo periodo del vescovo Pietro. Pietro era forse figlio del conte di Lomello Cuniberto, fratello del vescovo di Como Pietro.
Sostenitore, secondo Arnolfo di Milano, di Arduino d'Ivrea, così come lo zio omonimo, è probabile che fu destituito nel 1008 dall'imperatore Enrico II per lasciare l'episcopato ad Alrico, fratello del marchese Olderico Manfredi.